# Piétisme
Le piétisme est un important mouvement religieux protestant fondé par Philipp Jacob Spener (1635-1705), un pasteur luthérien alsacien fixé à Francfort-sur-le-Main. En 1670, il forme des collegia pietatis (collèges de piété) qui répondent à la demande d'une plus grande piété. Dans son ouvrage Pia desideria de 1675, Spener insiste sur la nécessité d'une piété personnelle et sur le sentiment religieux individuel qu'il juge préférables à la connaissance de la stricte orthodoxie doctrinale. Des disciples de Spener tels qu'August Hermann Francke ou le comte Nikolaus Ludwig von Zinzendorf assurent la diffusion du piétisme dans toute l'Allemagne.
Le dynamisme missionnaire du piétisme, notamment à partir de Halle mais aussi de la part des Frères moraves, va lui assurer une influence longue et durable au sein du protestantisme. On retrouve son influence jusque dans l'expérience de conversion de John Wesley et dans les débuts du Réveil protestant francophone. 
Parmi les nombreuses personnalités appartenant au mouvement ou influencées par lui, on trouve Emmanuel Kant, Gotthold Ephraim Lessing ou Friedrich Hölderlin.

## Définition
Étymologiquement, piétisme est dérivé du mot piétiste, traduction de l'allemand pietist qualifiant de manière péjorative les participants des collegia pietatis du pasteur Spener, afin de moquer ceux qui voulaient être plus pieux que les autres ; les membres du mouvement avaient quant à eux choisi le mot latin pietas, -atis, pour désigner leur principal exercice spirituel.
En 1689, Joachim Feller, professeur de poésie à l'université de Leipzig, se sert du terme piétiste  de manière non polémique pour désigner les adhérents de Spener au contraire de l'usage, jusque-là péjoratif, de ce terme,.
En latin, le mot pietas désigne « le sentiment qui fait reconnaître et accomplir tous les devoirs envers les dieux, les parents, la patrie ». 
Ce mot latin a donné en français pitié et piété : ce dernier mot ne s'établit dans le sens actuel qu'au XVIe siècle.

## Histoire

### Origines
Lorsque Philipp Jacob Spener s'installe à Francfort-sur-le-Main en 1666, la terrible guerre de Trente Ans (1618-1648) a pris fin 18 ans plus tôt et la société vit une crise économique et spirituelle dans un pays ravagé qui a perdu 40 % de sa population rurale et 30 % de sa population urbaine. Après un siècle de dures luttes confessionnelles, le besoin de renouveau et de tolérance religieuse s'établit,. Spener s'aperçoit vite que l'orthodoxie martelée par les autorités ecclésiastiques luthériennes ne gagne pas les cœurs même si elle maintient les formes de la religion. Il commence à l'instigation de quelques-uns de ses paroissiens à faire des réunions de prière et de lectures bibliques. Un ouvrage très influent sur ce groupe et ultérieurement sur tout le mouvement piétiste, est celui de Johann Arndt (1555-1621), intitulé "Du vrai christianisme", quatre livres parus entre 1605 et 1609 qui voulaient en particulier compléter le message évangélique de la justification par la foi par des conseils relatifs à la prière et à la vie pieuse où l'on retrouve une influence de certains auteurs mystiques du Moyen Âge.
Voulant surmonter l'esprit des orthodoxies dominantes et des controverses doctrinales, et renouveler un christianisme souvent figé dans ses traditions et incapable de toucher les esprits, le piétisme s'apparente fortement au mouvement catholique français du quiétisme dont il est contemporain. Celui-ci prône une tranquillité, un mysticisme visant à obtenir la paix de l’âme grâce à un dialogue interne entre soi-même et Dieu, sans la médiation d'aucune œuvre ou sacrement. Parmi les quiétistes, on trouve Fénelon ou Madame Guyon, Madame de Brinon, première directrice de Saint-Cyr. Le quiétisme ne doit pas être confondu avec le jansénisme, qui se développait à la même époque.

### Le piétisme spénérien

#### Lescollegia pietatis
Sur le plan pratique, les premiers collèges de piété devaient beaucoup ressembler à ce qu'on appelle aujourd'hui les « groupes de prières ». Le mot « piété » y était probablement entendu tant au sens de l' eusebeia (respect des dieux, des personnes) qu'au sens de l'osiotes (respect des règles : sagesse, tempérance). Il était donc tout naturel que de tels groupes qui prônaient la tempérance pour eux-mêmes dénonçassent la vie dissipée des princes, en l'occurrence Georges III[réf. nécessaire], que les écrits de Spener mirent en grande colère, tout particulièrement au moment de la seconde édition de son ouvrage en 1675. La réponse fut apportée par l'intermédiaire de Samuel Benedikt Carpzov, issu de cette famille de théologiens luthériens qui avait statué à de nombreuses reprises sur la droite ligne de cette religion. Carpzov, qui avait été au début un ami de Spener, prit violemment parti contre lui. Dans cette campagne de dénigrement, les speneriens furent affublés du nom à l'apparence péjorative de piétistes, dans le sens de fidèles confits en excès de prières ; en même temps leurs adversaires posaient sur eux l'opprobre de schismatiques et faisaient de leur mouvement une secte.

#### L'extension du mouvement et l'héritage de Spener
Le mouvement se développa, de Leipzig, à Berlin, Augsbourg, et dans la toute nouvelle université de Halle fondée en 1691, sous la férule d'un des principaux disciples de Spener, August Hermann Francke ; il sembla se répandre dans toute l'Allemagne, où il est représenté par Friedrich Christoph Oetinger, Johann Albrecht Bengel et par Nikolaus Ludwig von Zinzendorf, et plus marginalement Konrad Dippel. Les noms mêmes de piétisme et de piétistes furent conservés par les pratiquants de la doctrine qui ne les désavouaient pas.
Les réunions des piétistes d'Alsace, patrie d'origine de Spener, qui avaient lieu surtout à Bischwiller, près de Strasbourg, furent très nombreuses au commencement du XIXe siècle ; puis elles donnèrent lieu à des poursuites vers 1825.
Le piétisme fut diffusé au Pays de Montbéliard par Jean-Frédéric Nardin, qui le découvrit lors de ses études de théologie à Tübingen. Le recueil des sermons de Jean-Frédéric Nardin fut par ailleurs diffusé dans tout le monde francophone par les colporteurs évangéliques, et fut une des sources d'inspiration du Réveil protestant francophone.
On retrouve également des piétistes  en Moravie, en Russie, dans les Pays baltes, aux Pays-Bas, en Angleterre et en Amérique.

## La doctrine
À l'origine, il s'agissait d'un groupe de fidèles protestants luthériens qui organisaient des groupes de prière autour de leur pasteur ; le fait nouveau et important est que chacun pouvait y prendre la parole ; le fait, scandaleux pour l'époque, était que les laïcs eux-mêmes pouvaient prétendre à y analyser les Écritures.
Ce fonctionnement collégial les avait amenés très rapidement à la constatation qu'il y avait trop de formalisme dans la pratique religieuse et que l'on accordait plus d'importance au savoir et à la connaissance qu'à la pratique individuelle de la prière et donc à la spiritualité. En ce sens, et de l'intérieur, ce groupe se posait donc en parfait continuateur de Martin Luther.
Ses adversaires, et tout particulièrement les princes de l'époque et leurs émissaires, taxaient ce mouvement d'exagération de piété, au sens de démonstration ostentatoire de piété ; ceci était précisément le contraire de son sens véritable. Cette contre-vérité était assise sur l'affirmation qu'ils préféraient les exercices privés aux cultes publics.

### Le piétisme comme éthique
Partant de la pietas antique essentiellement symbolique, où la figure de la piété apposée sur les pièces impériales témoignait de la piété, de la moralité de l'imperator et de son respect des dieux, la pratique piétiste se caractérise essentiellement par une eusebeia, respect, qui se manifeste par l'ascèse et la tempérance au nom d'un appel (Beruf, vocatum) entendu et accepté.
Prenant son essor, au moment même où un Christian Thomasius élabore une pragmatique sociale et politique de l'amour à la fois amour raisonnable et amour comme volonté, le piétisme pourra s'avérer erratique tant que planera sur lui la tentation du séparatisme inhérente à toute expérience mystique trop individuelle.

### Le piétisme comme œcuménisme
Au siècle des Lumières, plusieurs mouvements se sont développés mettant en exergue la piété individuelle, les considérations éthiques et le vœu d'un œcuménisme retrouvé.
À côté du piétisme protestant (luthérien, réformé, méthodiste, etc.) :
- chez les catholiques, on trouve des mouvements voisins tels le quiétisme ou le jansénisme de Port-Royal des Champs ;

- chez les juifs, il existait un piétisme rhénan médiéval, organisé autour du Sefer Hassidim (livre des dévôts), attribué à Juda de Ratisbonne (Judas le Pieux, Yéhuda Hassid, vers 1150-1217), mystique du XIIIe siècle ; on le retrouve en Lituanie et en Ukraine, en Pologne et en Turquie, à la fin du XVIIe siècle, où ils continuent à s'appeler Hassidim ou Carolins ou Juifs sauteurs. Comme les piétistes luthériens, ils affectionnaient une austère piété et des mœurs sévères. Le judaïsme réformé s'est lui aussi orienté dans la seconde moitié du XXe siècle vers une forme de piétisme qui tranche sur la sobriété de sa forme classique.

## Postérité
Le mouvement piétiste s'inscrivait dans un mouvement de recherche religieuse que l'on peut trouver aussi chez  les quakers (Société religieuse des Amis) ou les méthodistes pour la sévérité de leur morale et leur aversion pour les plaisirs mondains, et en ce que quiconque se sent inspiré peut prendre la parole dans leurs assemblées, ou bien en France, chez les jansénistes.
Le piétisme influença fortement John Wesley et les autres fondateurs du méthodisme au XVIIIe siècle en Grande-Bretagne, en particulier au travers des frères moraves (dont l'une des principales figures est le comte Zinzendorf) et des groupes piétistes en relation avec le groupe de Halle (dont l'inspirateur fut Francke). Cette influence piétiste est toujours sensible chez les Méthodistes américains et les membres du mouvement de sanctification (Holiness movement).
Outre l'exemple qui fut donné par son fondateur, le piétisme a influencé la vie et l'œuvre de personnalités comme Emmanuel Kant, à la suite de son père, Lessing, etc. Par bien des aspects, La Religion dans les limites de la simple raison de Kant peut sembler s'inspirer des pia desiderata.
Depuis 1965, la Commission historique pour la recherche sur le piétisme (fondée en 1964) publie des études et depuis 1974 une revue annuelle, Piétisme et Temps modernes.

#### Sources primaires
- (de) Reinhard Breymayer (Herausgeber) : Luctuosa desideria. Wiedergefundene Gedenkschriften auf den Leipziger pietistischen Studenten Martin Born (1666 - 1689). Mit Gedichten von Joachim Feller, August Hermann Francke und anderen. Teil 1. "Luctuosa desideria" und "Vetterliche und Freund-verbundene Letzte Pflicht". Tübingen: Noûs-Verlag Thomas Leon Heck, 2008  (ISBN 978-3-924249-42-7)

#### Sources secondaires
- Martin Brecht, Klaus Deppermann, Hartmut Lehmann, Ulrich Gäbler (Hrsg.) : Geschichte des Pietismus. Bd. 1–4. Vandenhoeck & Ruprecht, Göttingen 1993–2004. (Standardwerk).
  - Martin Brecht (Hrsg.) : Der Pietismus vom siebzehnten bis zum frühen achtzehnten Jahrhundert. (Geschichte des Pietismus, Band 1). Vandenhoeck & Ruprecht, Göttingen 1993  (ISBN 3-525-55343-9).
  - Martin Brecht (Hrsg.): Der Pietismus im achtzehnten Jahrhundert. (Geschichte des Pietismus, Band 2). Vandenhoeck & Ruprecht, Göttingen 1995  (ISBN 3-525-55347-1).
  - Ulrich Gäbler (Hrsg.) : Der Pietismus im neunzehnten und zwanzigsten Jahrhundert. (Geschichte des Pietismus). Band 3, Vandenhoeck & Ruprecht, Göttingen 2000  (ISBN 3-525-55348-X).
  - Hartmut Lehmann (Hrsg.) : Glaubenswelt und Lebenswelten. (Geschichte des Pietismus, Bd. 4). Vandenhoeck & Ruprecht, Göttingen 2004  (ISBN 3-525-55349-8).
- Martin H. Jung : Pietismus. Fischer, Frankfurt am Main 2005  (ISBN 3-596-16130-4). (fischer kompakt).
- Johannes Wallmann : Der Pietismus. 2. Auflage. Vandenhoeck & Ruprecht, Göttingen 2005  (ISBN 3-525-03702-3). (auch: UTB, 2598  (ISBN 3-8252-2598-4)). (Rascher, umfassender Überblick über den klassischen Pietismus des 17. und 18. Jahrhunderts.)
- Hans-Jürgen Schrader : Literatur und Sprache des Pietismus. Ausgewählte Studien. Mit einem Geleitwort von Bischöfin Petra Bosse-Huber. Hrsg. von Markus Matthias und Ulf-Michael Schneider, Vandenhoeck & Ruprecht, Göttingen 2019  (ISBN 978-3-525-57083-8).
- Ecke Demandt : Nikolaus Graf von Zinzendorf, Von Herrnhut zum Herrnhaag 1700–1760. Schriften der Altenstädter Gesellschaft für Kultur und Geschichte e. V. Nr. 8  (ISBN 978-3-9811398-2-2).
- Heinrich Schmid : Die Geschichte des Pietismus. C.H. Beck'sche Buchhandlung, Nördlingen 1863.
- Dietrich Blaufuß : Korrespondierender Pietismus. Ausgewählte Beiträge. Evangelische Verlagsanstalt, Leipzig 2003. (S. 359–386 umfassender Forschungsbericht [tabellar. Übersicht S. 384–386.].)
- Dietrich Blaufuß : Pietism. In: Dictionary of Gnosis & Western Esotericism. Edited by Wouter J. Hanegraaff, vol. II. Brill, Leiden, Boston 2005, S. 955–960.
- Reinhard Breymayer : Pietismus. In : Gert Ueding (Hrsg.): Historisches Wörterbuch der Rhetorik. Bd. 6. Niemeyer, Tübingen 2003, Sp. 1191–1214. (Verhältnis Pietismus-Redekunst (Rhetorik).)
- Eberhard Fritz : Radikaler Pietismus in Württemberg. Religiöse Ideale im Konflikt mit gesellschaftlichen Realitäten. (Quellen und Forschungen zur württembergischen Kirchengeschichte 18). Tübingen 2003. (Über den radikalen Pietismus in Württemberg).
- F. Fritz : Die Evangelische Kirche in Württemberg zur Zeit des Pietismus. In : Blätter für württembergische Kirchengeschichte 55. Stuttgart 1955, S. 68–116.
- Pietismus und Neuzeit. Vandenhoeck & Ruprecht, Göttingen,  (ISSN 0172-6943). (Mit der aktuellen Pietismus-Bibliographie. Hrsg. Udo Sträter.)
- Eberhard Busch : Karl Barth und die Pietisten. Die Pietismuskritik des jüngeren Barth und ihre Erwiderung. Kaiser, München 1978  (ISBN 3-459-01165-3). (Zur Auseinandersetzung von Karl Barth mit dem Pietismus.)
- Jean Firges : Der Pietismus im deutschen Südwesten. Sonnenberg, 2005  (ISBN 3-933264-43-X). (Über die kulturgeschichtlichen Prägungen der pietistischen Bevölkerung.)
- Klaus Bockmühl : Die Aktualität des Pietismus. Brunnen, 1985  (ISBN 3-7655-9045-2).
- Lothar Gassmann : Pietismus wohin? Neubesinnung in der Krise der Kirche. Verlag für Reformatorische Erneuerung, Wuppertal 2004  (ISBN 3-87857-325-1).
- Hans Schneider : Der fremde Arndt. Vandenhoeck & Ruprecht, Göttingen 2006  (ISBN 978-3-525-55833-1).
- Claus Bernet : Das deutsche Quäkertum in der Frühen Neuzeit. Ein grundsätzlicher Beitrag zur Pietismusforschung. In: Zeitschrift für Religions- und Geistesgeschichte. 60, 2008, S. 214–234.
- Claus Bernet : Der Pietismus. Norderstedt 2013  (ISBN 978-3-7322-8342-2).
- Reinhard Breymayer (Hrsg.) : Luctuosa desideria. Wiedergefundene Gedenkschriften auf den Leipziger pietistischen Studenten Martin Born (1666–1689). Mit Gedichten von Joachim Feller, August Hermann Francke und anderen. Teil 1. Luctuosa desideria und Vetterliche und Freund-verbundene Letzte Pflicht. Text. Heck, Tübingen 2008  (ISBN 978-3-924249-42-7), S. 24–25 findet sich das weltberühmte Sonett Fellers auf Martin Born im Faksimile des jahrhundertelang verschollenen Erstdrucks innerhalb der Sammelschrift Luctuosa desideria [>Gefühle schmerzlichen Vermissens<].
- Tim Christian Elkar : Leben und Lehre. Dogmatische Perspektiven auf lutherische Orthodoxie und Pietismus. Studien zu Gerhard, König, Spener und Freylinghausen. Frankfurt/M. 2015  (ISBN 978-3-631-65605-1).
- Claudia Wustmann : Die „begeisterten Mägde“. Mitteldeutsche Prophetinnen im Radikalpietismus am Ende des 17. Jahrhunderts. Leipzig; Berlin 2008  (ISBN 978-3-933816-38-2).
- Peter Schicketanz : Der Pietismus von 1675 bis 1800. Evangelische Verlagsanstalt, Leipzig 2001.
- Hermann Theodor Wangemann : Geistliches Regen und Ringen am Ostseestrande – Ein kirchengeschichtliches Lebensbild aus der ersten Hälfte de XIX. Jahrhunderts. Berlin 1861.

#### Individus
- Gisbertus Voetius (1589-1676), Voetianisme
- Johannes Cocceius (1603-1699)
- Jean de Labadie (1610-1674), Labadistes (1669-1732)
- Alexander Mack (1679-1735), Frères de Schwartzenau (de) (Tunken )
- Barbara Juliane von Krüdener (1764-1824)